# Конштантін (Міранда-ду-Дору)
Конштантін (порт. Constantim; МФА: [kõʃ.tɐ̃.ˈtĩ]) — парафія в Португалії, у муніципалітеті Міранда-ду-Дору. Розташована в північно-східній частині країни, на теренах історичної португальської провінції Трансмонтана. Входить до складу округу Браганса. За адміністративним поділом, чинним до 1976 року, терени парафії були складовою провінції Трансмонтана і Верхнє Дору. Належить до Брагансько-Мірандської діоцезії Католицької церкви. Патрон — Діва Марія. Площа — 21,4925 км². Населення — 109 ос. (2011). Слабо урбанізований регіон. Густота населення — 5,07 осіб/км²
. Код — 040603.

## Населення
| 1940 | 1950 | 1960 | 1970 | 1981 | 1991 | 2001 | 2011 |
| 478  | 474  | 471  | 294  | 233  | 178  | 117  | 109  |